# Дом Данненштерна
Дом Данненштерна (латыш. Dannenšterna nams) — примечательный образец архитектуры рижского барокко конца XVII века. Находится в Риге по улице Марсталю, 21.

## История
Принадлежал богатому оптовому торговцу голландского происхождения Маттео фон Данненштерну, зятю другого известного рижского домовладельца — Рейтерна. Дом по соседству (№ 19) принадлежал известному рижскому мэру с шотландскими корнями Джорджу Армитстеду.
Дом Данненштерна строился архитектором, имя которого до нас не дошло, с 1694 по 1696 год. Этот архитектор в ходе работ перестроил два отдельно стоявших средневековых строения и объединил их под одной крышей, развёрнутой параллельно улице. На первом этаже Данненштерн держал торговый зал и контору, на втором располагались помещения, предназначенные для жилья. Третий этаж (аттикового типа) выполнял функцию антресольного. Чердак, состоявший из нескольких ярусов (всего он как будто состоит из пяти обособленных «этажей»), а также расширенный просторный подвал служили складскими помещениями.
С 1728 года помещения дома сдавались в аренду — сперва зажиточным арендаторам, потом, с течением времени, предпочтения домохозяев несколько изменились, и арендаторами могли становится менее обеспеченные в финансовом плане горожане. В то же время оборотная сторона этого явления открылась несколько позже, когда по причине невысокой рентабельности эксплуатации здания в качестве жилья привела к размещению в доме разного рода предприятий, которые не считались с внутренним состоянием дома, что привело к ухудшению общего состояния постройки. Снижению качества постройки способствовали также беспорядочные перестройки здания, осуществляемые низкоквалифицированными рабочими. В здании несколько раз случались пожары разного масштаба. Дом пострадал в ходе военных действий в июне 1941.
В советский период здание было передано в ведение Музея истории Риги и мореходства, который через некоторое время включил его в свой состав на правах филиала. Проводились внутренние исследования дома, в несколько этапов проходила его реставрация.

## Параметры и архитектурная справка
- Размеры дома: 28 на 20 метров;
- Высота фасада — 11 метров;
- Высота конька крыши — 27 метров;
- Участок общей площадью 0,11 гектаров застроен на 78 %.

Фрагмент барочного портала

Здание практически полностью отстроено в архитектурном каноне барокко. Главный фасад облицован высококачественным известняком, в оформлении главного фасада применён вошедший после Дома Рейтерна (при строительстве которого этот приём был использован впервые) в моду приём расчленения пилястрами большого коринфского (у дома Рейтерна — ионического) ордера. Два ризалита, акцентированные пышными порталами, увенчаны фронтонами. На фронтонах значится надпись Anno 1696. Автором двух пышных барочных порталов является остзейский скульптор Дитрих Вальтер. В то же время если посмотреть на здание со стороны торца, то можно увидеть, что оно мало отличается от обычного амбарного строения, что продиктовано практическими надобностями, которые преследовал первый владелец дома. В глубине здания существуют два дворика, которые были образованы различными хозяйственными пристройками, присоединёнными к комплексу здания позже.
Сохранилось кое-что из элементов первоначальной (оригинальной) отделки интерьеров: резная дубовая лестница, участки голландского расписного кафеля, плафонная живопись.
Помимо нескольких хаотичных перестроек XIX века, здание перестраивалось также в 1933—1936 годах. С 1987 года велась реставрация под руководством Татьяны Александровны Витолы и Юриса Галвиньша. С середины 1990-х дом постепенно приходил в запустение.
В настоящий момент здание нуждается в реставрации.